# Религия в России
Религия в России — совокупность религиозных течений, существующих на территории Российской Федерации.
Конституция определяет Российскую Федерацию как светское государство. Конституция гарантирует «свободу совести, свободу вероисповедания, включая право исповедовать индивидуально или совместно с другими любую религию или не исповедовать никакой, свободно выбирать, иметь и распространять религиозные и иные убеждения и действовать в соответствии с ними». Федеральный закон от 26 сентября 1997 года № 125-ФЗ «О свободе совести и о религиозных объединениях» подтверждает «равенство перед законом независимо от отношения к религии и убеждений».
Тем не менее в июне 2013 года приняты поправки в Уголовный кодекс об увеличении ответственности «за оскорбление чувств верующих», в том числе устанавливающие уголовную ответственность в виде лишения свободы за «публичные действия, выражающие явное неуважение к обществу и совершённые в целях оскорбления религиозных чувств верующих» (ст. 148 УК РФ). Также был увеличен размер ответственности, предусмотренной статьёй 5.26 КоАП; в связи с изменением величины штрафа поправки были внесены и в статью 3.5 КоАП.
В УК есть и другая статья (номер 282), по которой можно судить за оскорбление чувств верующих: «Возбуждение ненависти либо вражды, а равно унижение человеческого достоинства», под которую можно подвести те же деяния. Судебная практика по ней включает больше 150 приговоров только в первом полугодии 2015 года.
Вероисповедные и национальные ограничения, которые были законодательно закреплены в законах Российской империи, были отменены Временным правительством 20 марта 1917 года.
В России отсутствует специальный федеральный государственный орган, призванный заниматься контролем соблюдения законодательства религиозными объединениями (каковым в СССР был Совет по делам религий при Совете Министров СССР); но, по мнению экспертов, внесённые в июле 2008 года поправки в Федеральный закон «О свободе совести и о религиозных объединениях» от 26 сентября 1997 года, могут свидетельствовать о готовящемся создании соответствующего «уполномоченного органа исполнительной власти». В частности, 26 августа 2008 года сообщалось, что указом президента Республики Татарстан Минтимера Шаймиева Совет по делам религий при Кабинете министров Татарстана преобразован в Управление по делам религий, таким образом вернув себе полномочия государственного органа.
Основными религиями, представленными в России, являются христианство (главным образом православие, есть также католики и протестанты), а также ислам, иудаизм и буддизм. В то же время часть населения РФ неверующие.

## Численность верующих
<div style="border-color: transparent;border-style: solid;position:absolute;width:100px;line-height:0;
<div style="border-color: transparent;border-style: solid;position:absolute;width:100px;line-height:0;
Религия в России (2025), исследование Всероссийского центра изучения общественного мнения (ВЦИОМ)
 Православные (67 %) Неопределившиеся (12 %) Неверующие (11 %) Мусульмане (7 %) Буддисты (1 %) Протестанты (1 %) Католики (0,5 %) Иудеи (0,5 %)
Религия в России (2013), исследование РАН
 Православные (79 %) Духовные, но не религиозные (9 %) Атеисты (7 %) Мусульмане (4 %) Другие (1 %)
Религия в России (2012), исследование Левада-центра
 Православные (74 %) Духовные, но не религиозные (10 %) Атеисты (5 %) Мусульмане (7 %) Другие (2 %) Католики (1 %) Протестанты (1 %)
В России сегодня не существует официальной статистики членства в религиозных организациях: закон запрещает требовать от граждан заявлений об их религиозной принадлежности. О религиозности россиян и об их конфессиональной самоидентификации можно судить лишь по социологическим опросам.
По данным сайта findeasy.in на 2025 год с наиболее подробным конфессиональным составом Российской Федерации (в % от общего населения) верующие и неверующие распределяются следующим образом:
- Христианство — 67 720 000 — 47,4 %
  - Русская православная церковь — 58 750 000 — 41,1 %
  - Другие православные церкви — 2 140 000 — 1,5 %
  - Старообрядчество — 460 000 — 0,3 %
  - Неаффилированное христианство — 5 800 000 — 4,1 %
  - Протестантизм и пятидесятничество — 390 000 — 0,3 %
  - Католицизм — 180 000 — 0,1 %
- Неаффилированные / безрелигиозные
  - Верующие, но не исповедуют определенную религию — 35 920 000 — 25,2 %
  - Атеизм — 18 590 000 — 13 %
  - Не указали — 7 790 000 — 5,5 %
- Другие религии
  - Ислам — 9 320 000 — 6,5 %
  - Язычество — 1 740 000 — 1,2 %
    - Родноверие — 750 000 — 0,5 %
    - Тенгрианство, сибирский шаманизм, ассианство и другие формы неоязычества — 950 000 — 0,7 %

  - Буддизм — 660 000 — 0,5 %
  - Индуизм — 90 000 — 0,1 %
  - Иудаизм — 90 000 — 0,1 %

Общая численность населения — 142 800 000
В соответствии же с ежегодным мониторингом религиозности, проводимым ВЦИОМ, процентное соотношение выглядит, как:
- Православие — 67 %
- Ислам — 7 %
- Буддизм — 1 %
- Протестантизм — 1 %
- Католицизм — <1 %
- Иудаизм — <1 %
- Внеконфессиональные верующие — 3 %
- Колеблющиеся — 4 %
- Неверующие — 11 %
- другие — 4 %
- затрудняющиеся с ответом — 2 %

Относительно наиболее многочисленного вероисповедания, православия, прослеживается рост числа православных с 34 %/37 % в 1991 году до 76,1 % в 2004, в последующие же годы показатель снижался (кроме 2022 г.) до 67 % в 2025 году.
Результаты опросов весьма противоречивы, особенно в случаях их проведения религиозными объединениями. Так, в опросе от 2007 года Русская православная церковь утверждала, что к числу её последователей принадлежат около 120 млн граждан России, в то время как лидеры ислама считали, что мусульман в стране от 13 до 49 млн. И поскольку в России всего проживает 145 млн человек, то очевидно, что как минимум одна из конфессий преувеличила свою «популярность».
Занимающийся международной статистикой американский Исследовательский центр Пью давал следующие данные о конфессиональном составе населения России на 2008 год:
- православие — 72 %
- нерелигиозные — 18 %
- другие религии — 6 %
- затруднились ответить — 4 %

На 2010 год по данным этого же исследовательского центра конфессиональный состав населения России таков:
- православные и другие христиане — 73,3 %
- нерелигиозные — 16 %
- мусульмане — 10 %
- остальные — менее 1 %

Относительно общего числа христиан в России к 2020 году, Исследовательский центр Пью насчитал 102,4 млн человек (69,9 % населения), при этом за предшествующее десятилетие их численность сократилась на 8,6 млн, в основном за счёт роста числа нерелигиозного населения.
По данным всероссийского исследования «Атлас религий и национальностей», проведённого исследовательской службой «Среда» в августе 2012 года в 79 из 83 субъектов РФ, религиозность у россиян, общая численность которых 143,2 млн человек, распределилась так:
- 58,8 млн или 41 % — исповедуют православие и принадлежат к РПЦ
- 36 млн или 25 % — Верят в Бога, но конкретную религию не исповедуют
- 18 млн или 13 % — Не верят в Бога
- 9,4 млн или 6,5 % — исповедуют ислам (включая суннитов, шиитов и тех, кто не считает себя ни суннитом, ни шиитом)
- 5,9 млн или 4,1 % — исповедуют христианство, но не считают себя ни православными, ни католиками, ни протестантами
- 2,1 млн или 1,5 % — исповедуют православие, но не принадлежат к РПЦ и не являются старообрядцами
- 1,7 млн или 1,2 % — исповедуют традиционную религию своих предков, поклоняются богам и силам природы
- 700 000 или 0,4 % — исповедуют буддизм (в основном — тибетский)
- 400 000 или 0,2 % — старообрядцы
- 300 000 или 0,2 % — протестанты (лютеране, баптисты, евангелисты, англикане)
- 140 000 или 0,1 % — исповедуют восточные религии и духовные практики (индуисты и кришнаиты)
- 140 000 или 0,1 % — католики
- 140 000 или 0,1 % — иудеи

Согласно опросу, в котором приняли участие более 2300 человек, проведённому в июле 2012 года службой «Глас Рунета», среди пользователей русскоязычного интернета верующими являются 67 %.
Согласно исследованию Левады-Центра в ноябре 2012 года процент верующих в России распределился следующим образом:
- Православие — 74 %
- Католицизм — 1 %
- Протестанты — 1 %
- Иудаизм — 1 %
- Ислам — 7 %
- Буддизм — <1 %
- Индуизм — <1 %
- другое — <1 %
- ни к какому вероисповеданию — 10 %
- атеизм — 5 %
- отказ от ответа — 0 %
- затрудняюсь ответить — 2 %

Данные Фонда «Общественное мнение» на июнь 2013 года были следующие:
- Не считаю себя верующим человеком — 25 %
- Православие — 64 %
- Другие христианские конфессии (католики, протестанты, униаты, баптисты и др.) — 1 %
- Ислам — 6 %
- Другие религии — 1 %
- Затрудняюсь ответить, не могу назвать определённую конфессию — 4 %

### Степень религиозности
Кроме номинального самоопределения респондентами своей религиозной принадлежности, специалистов интересует и степень реальной религиозности («воцерковлённости») жителей России.
Согласно исследованию Российской академии наук, проведённому в 2013 году путём опроса, причисляют себя к последователям православия 79 %, верят в «высшую силу» и не относят себя ни к какому вероисповеданию 9 %, считают себя атеистами 7 %, считают себя мусульманами 4 %. При этом большинство считающих себя верующими не посещали соответствующие заявленному вероисповеданию культовые места (храмы, мечети, синагоги, …) или бывали в них редко, также они не соблюдали религиозные правила. Многолетние исследования РАН показали, что среди тех людей, кто считает себя последователем православия, в Бога верят только 72 %. Среди людей, относящих себя к остальным конфессиям, соответствующая доля примерно такая же.
Религиоведы отметили, что религиозными людьми в традиционном или церковном понимании являются не более 4—8 % населения России. Согласно опросу 2002 года,  подавляющее число считавших себя православными не осуществляли предписанные этой религией обряды: 72 % не причащались, 81 % не соблюдали посты. По мнению религиоведа Павла Костылева, реальное количество православных в России составляет от 5 до 12 миллионов человек в зависимости от строгости критерия отнесения к православию. По данным религиоведов и социологов, социальную опору православия составляют около 11–14 % населения, из которых глубоко веруют и соблюдают все каноны примерно 3–4 %. По результатам проведённого в 2012 году исследовательским центром «Среда» опроса лишь 42 % мусульман заявили о том, что религия играет важную роль в их жизни и что они соблюдают все религиозные предписания.
В отличие от вышеприведённых данных, в опросе 2025 года, проведённом ВЦИОМ среди верующих, степень воцерковлённости (в межрелигиозном смысле слова) опрелелялась числом совершаемых религиозных практик (ношение атрибутов религии, совершение молитв, соблюдение постов, посещение храмов, помощь храмам, чтение духовных книг и т. д.). И результаты рисуют иную картину, — большинство россиян оказались практикующими верующими:
- высоковоцерковлённые (8—10 практик) — 37 %
- средневоцерковлённые (4—7 практик) — 46 %
- слабовоцерковлённые (1—3 практики) — 15 %
- верующие без религиозных практик — 2 %

### Хронологическая статистика
| Религиозная принадлежность 2017—2025 | Религиозная принадлежность 2017—2025 | Религиозная принадлежность 2017—2025 | Религиозная принадлежность 2017—2025 | Религиозная принадлежность 2017—2025 | Религиозная принадлежность 2017—2025 | Религиозная принадлежность 2017—2025 | Религиозная принадлежность 2017—2025 | Религиозная принадлежность 2017—2025 | Религиозная принадлежность 2017—2025 |
|                                      | 2017                                 | 2018                                 | 2019                                 | 2020                                 | 2021                                 | 2022                                 | 2023                                 | 2024                                 | 2025                                 |
| ------------------------------------ | ------------------------------------ | ------------------------------------ | ------------------------------------ | ------------------------------------ | ------------------------------------ | ------------------------------------ | ------------------------------------ | ------------------------------------ | ------------------------------------ |
| Православные                         | 75%                                  | 72%                                  | 70%                                  | 68%                                  | 66%                                  | 68%                                  | 68%                                  | 66%                                  | 67%                                  |
| Мусульмане                           | 6%                                   | 6%                                   | 5%                                   | 5%                                   | 6%                                   | 6%                                   | 5%                                   | 6%                                   | 7%                                   |
| Буддисты                             | <1%                                  | 1%                                   | 1%                                   | <1%                                  | 1%                                   | <1%                                  | 1%                                   | 1%                                   | 1%                                   |
| Протестанты                          | 1%                                   | <1%                                  | 1%                                   | <1%                                  | 1%                                   | 1%                                   | 2%                                   | 1%                                   | 1%                                   |
| Католики                             | <1%                                  | 1%                                   | <1%                                  | <1%                                  | <1%                                  | <1%                                  | 1%                                   | <1%                                  | <1%                                  |
| Иудеи                                | <1%                                  | <1%                                  | <1%                                  | <1%                                  | <1%                                  | <1%                                  | <1%                                  | <1%                                  | <1%                                  |
| Внеконфессиональные верующие         | 4%                                   | 3%                                   | 3%                                   | 3%                                   | 4%                                   | 4%                                   | 4%                                   | 4%                                   | 3%                                   |
| Колеблющиеся                         | 5%                                   | 6%                                   | 6%                                   | 5%                                   | 6%                                   | 4%                                   | 5%                                   | 3%                                   | 4%                                   |
| Атеисты                              | 7%                                   | 8%                                   | 12%                                  | 12%                                  | 14%                                  | 12%                                  | 11%                                  | 13%                                  | 11%                                  |
| Другие                               | -                                    | -                                    | 2%                                   | 5%                                   | 2%                                   | 4%                                   | 3%                                   | 5%                                   | 4%                                   |
| Затрудняющиеся с ответом             | 2%                                   | 3%                                   | <1%                                  | 2%                                   | <1%                                  | 1%                                   | <1%                                  | 1%                                   | 2%                                   |

## Христианство
В России представлены все три основные направления христианства — православие, католицизм и протестантизм. Кроме того, имеются последователи древних восточных церквей, различных новых христианских течений, культов и сект. Общее число христиан в России к 2020 году, согласно авторитетному Исследовательскому центру Пью, составило около 102 млн человек или 69,9 % населения. Отмечается тенденция сокращения численности христиан.

### Православие
Федеральный закон от 26 сентября 1997 года № 125-ФЗ «О свободе совести и о религиозных объединениях», заменивший Закон РСФСР от 25 октября 1990 г. № 267-I «О свободе вероисповеданий», в преамбуле содержит признание «особой роли православия в истории России».
Православие (в понимании термина государственными органами и религиоведами) в РФ представлено Русской Православной Церковью, старообрядческими объединениями, а также рядом неканонических (альтернативных) православных организаций русской традиции.
Русская православная церковь — крупнейшее религиозное объединение на территории России. РПЦ полагает себя исторически первой христианской общиной в России: официально-государственное начало было положено святым князем Владимиром в 988 году, согласно традиционной историографии.
По мнению руководителя «Русского Общественного Движения» политолога Павла Святенкова (январь 2009 года), РПЦ де-факто занимает особое положение в современном российском обществе и политической жизни:
Русской православной церкви было разрешено возродиться при Сталине в качестве института, в который канализировалась архаичная русскость. <…> РПЦ является своего рода русской автономией в составе сначала СССР, а потом Российской Федерации. <…> Именно церковь, стоя рядом с государством, легитимизирует его как государство русского народа.
Религиовед и историк Н. А. Митрохин в 2006 году писал:
Реальный политический вес РПЦ полностью соответствует её реальному влиянию на граждан России: и тот и другой показатель близки к нулю. Российские политики и государственные деятели готовы воспринимать РПЦ как часть культурного наследия и даже в качестве одного из символов российской государственности. <…> Однако при кадровых назначениях или подготовке общественно значимых инициатив вряд ли кто из чиновников будет учитывать мнение представителя Церкви.

#### Распространённость православия в России
По своей национальной принадлежности православными являются не только большинство верующих многих коренных народов России (русские, карелы, марийцы, мордва, коми, чуваши, осетины, хакасы, якуты и другие), но также крупные диаспоры белорусов, грузин, молдаван и украинцев в России. В составе некоторых неправославных российских народов существуют этнорелигиозные группы, исповедующие православие, как-то: кряшены среди татар, моздокские кабардинцы и западные буряты.
По данным всероссийского опроса, проведённого ВЦИОМ в марте 2010 года, 75 % россиян причисляют себя к православным христианам, при этом лишь 54 % из них знакомы с содержанием Библии. Около 73 % православных респондентов соблюдают религиозные обычаи и праздники.
Глава социологического отдела Института общественного проектирования Михаил Аскольдович Тарусин так прокомментировал эти данные:
Это число мало что показывает. <...> Если эти данные и могут считаться показателем чего-либо, то только современной русской национальной идентичности. Но не реальной религиозной принадлежности. <...> Если считать православными «церковными» людьми тех, кто хотя бы один – два раза в год участвует в Таинствах исповеди и Причащения, то православных 18-20 %. <...> Таким образом, около 60 % респондентов ВЦИОМ православными людьми не являются. Они если и ходят в храм, то несколько раз в году, как в некую службу бытовых услуг – кулич освятить, крещенской воды взять… А часть из них даже и тогда не ходит, более того, многие могут и в Бога не верить, но при этом называют себя православными.
Корреспондент The Wall Street Journal Эндрю Хиггинс отмечал, что в настоящее время около двух третей респондентов из России относят себя к православию, что, по его данным, в два раза больше, чем во время распада СССР в 1991 году. Хиггин указывает на то, что по имеющимся у него данным социологических опросов, большая часть людей связывает себя с Русской православной церковью исходя из националистических взглядов. В то же время он замечает, что согласно имеющимся у него данным недавнего опроса только 4 % россиян видят в православии источник духовно-нравственных ценностей.

#### Уровень воцерковлённости
Согласно проведённому ВЦИОМ в 2006 году опросу, лишь 9 % респондентов, назвавших себя православными, отметили, что соблюдают все религиозные обряды и участвуют в церковной жизни. При этом 36 % отметили, что православие является для них традицией предков. Координатор социологической службы Отдела по делам молодёжи Московского патриархата Алина Багрина на пресс-конференции в РИА Новости «Церковь и молодёжь — проблемное поле» сообщила, что согласно опросу, проведённому фондом «Общественное мнение» в январе-феврале 2010 года, лишь 4 % православных россиян регулярно посещают храм и причащаются.
Согласно опросу Исследовательской службы «Среда», проведённому в 2012 году, каждый месяц и чаще религиозные службы посещают в целом 8 % россиян, а 38 % никогда не посещают богослужения.
По оценкам МВД, посещающие богослужения лица составляют менее 2 % населения. Так, на Пасху 2003 года в период с 20:00 Великой Субботы до 6 утра пасхального воскресенья в храмы Москвы, по данным МВД, зашло 63 тысячи человек (по сравнению со 180 тыс. в 1992—1994), то есть около половины процента фактического населения города. Согласно данным МВД России на пасхальных богослужениях в ночь на 19 апреля 2009 года приняли участие 4,5 миллиона россиян (из которых 140 тысяч человек в Москве), а Радоницу посетили 5,1 миллиона человек. В рождественских богослужениях с 6 на 7 января 2008 года приняли участие около 2,3 миллиона россиян.
10 января 2008 года руководитель пресс-службы Московского Патриархата священник Владимир Вигилянский выразил своё несогласие со статистикой посещаемости столичных храмов на Рождество, которую ранее привели в правоохранительных органах, сказав: «Официальные цифры очень занижены. Меня всегда поражает, откуда берутся эти цифры и какова цель такого подхода. Думаю, можно смело утверждать, что московские храмы на Рождество в этом году посетило около миллиона верующих». Аналогичное мнение выразил в апреле 2008 года сотрудник ОВЦС священник Михаил Прокопенко.
Процент россиян, посещающих церковные службы
| Год                       | 1991 | 1993 | 1994 | 1995 | 1996 | 1997 | 1998 | 2002 | 2003 |
| ------------------------- | ---- | ---- | ---- | ---- | ---- | ---- | ---- | ---- | ---- |
| От 1 до неск. раз в месяц | 5    | 5    | 7    | 6    | 7    | 5    | 9    | 8    | 6    |
| От 1 до неск. раз в год   | 20   | 35   | 28   | 30   | 17   | 16   | 22   | 18   | 30   |
| Реже                      | —    | —    | 21   | —    | 16   | 14   | 11   | 15   | 18   |
| Не посещали               | 65   | 45   | 43   | 63   | 60   | 62   | 55   | 59   | 46   |
| Число опрошенных          | 3000 | 2000 | 2957 | 1698 | 2404 | 2406 | 1703 | 2107 | 2107 |

По мнению Андрея Кураева, это связано с острой нехваткой храмов в Москве. Он утверждает, что по социологическим подсчётам, активно церковными являются около 5 % москвичей, а храмы могут вместить лишь их пятую часть.
Упадок практической религиозности в Русской православной церкви по сравнению с 90-ми годами XX века отметил в 2003 году патриарх Алексий II: «Храмы пустеют. И пустеют не только из-за того, что увеличивается количество храмов».
По данным опроса ВЦИОМ от 2008 года, 27 % респондентов, назвавших себя православными, не знают ни одной из десяти заповедей. Заповедь «не убий» смогли вспомнить только 56 % участников опроса.
По данным опроса Исследовательской службы Среда, проведённого в 2012 году, только 6 % россиян соблюдают 7 и более из десяти заповедей. Только 32 % заявили, что им не приходилось убивать, делать аборт или склонять к совершению аборта.
Протоиерей Александр Кузин, комментируя результаты опроса ВЦИОМ, в соответствии с которыми большинство россиян призывают церковь пересмотреть нравственные нормы, заметил:
По приведенным данным можно только сказать, что 30 % — действительно христиане, 35 % хотят быть христианами, но не тверды еще в нравственных устоях, а 14 % — это просто не христиане.

### Древние восточные церкви
Древние восточные церкви, следующие канонам только первых Вселенских соборов, представлены в России Армянской апостольской церковью и Ассирийской церковью Востока.

### Католицизм
Историческое присутствие латинского христианства на землях восточных славян восходит к ранним временам Киевской Руси. В разные времена отношение правителей Российского государства к католикам менялось от полного неприятия до благожелательности. В настоящее время католическая община России насчитывает несколько сотен тысяч человек.
После Октябрьской революции 1917 года Католическая церковь некоторое время продолжала свободную деятельность в России, однако с начала 20-х годов Советская власть начала политику искоренения католичества в России. В 20-х и 30-х годах XX века было арестовано и расстреляно множество католических священников, закрыты и разграблены почти все храмы. Практически все активные прихожане были репрессированы и сосланы. В период после Великой Отечественной войны в РСФСР осталось только два действующих католических храма, храм св. Людовика в Москве и храм Лурдской Богоматери в Ленинграде.
С начала 1990-х годов Католическая церковь получила возможность свободного функционирования в России. Были созданы две Апостольские администратуры для католиков латинского обряда, которые впоследствии были преобразованы в епархии; а также колледж католической теологии и высшая духовная семинария.
По данным Федеральной регистрационной службы за декабрь 2006, на территории России функционирует около 230 приходов, четверть из них не имеет храмовых зданий. Организационно приходы объединены в четыре епархии, вместе составляющие митрополию:
- Архиепархия Матери Божией
- Преображенская епархия в Новосибирске
- Епархия Святого Иосифа в Иркутске
- Епархия Святого Климента в Саратове

Оценка числа католиков в России носит приблизительный характер. В 1996—1997 гг. их было от 200 до 500 тысяч человек.

### Протестантизм
Численность протестантов в России оценивается в 3 млн человек (2014 год). По данным религиоведа Р. Н. Лункина свыше половины российских протестантов являются прихожанами многочисленных пятидесятнических и харизматических церквей. Другими крупными протестантскими конфессиями, насчитывающими десятки тысяч верующих каждая, являются лютеране, евангельские христиане-баптисты, евангельские христиане (прохановцы) и адвентисты седьмого дня. В стране также действуют общины методистов, пресвитериан, реформатов, меннонитов, англикан, Армии Спасения, перфекционистов, реставрационистов, квакеров и других.
По числу официально зарегистрированных Минюстом религиозных объединений протестанты находятся на втором месте в стране, уступая лишь православным. При этом, в Северо-Кавказском и Приволжском федеральных округах протестанты также уступают мусульманам, а в Дальневосточном федеральном округе находятся на первом месте.

### Прочие

#### Духовное христианство
Течение русского религиозного разномыслия (сектантства), отделившееся от православия. Для последователей характерно аллегорическое толкование Библии, отрицание православного богослужения, отрицание церковной иерархии, приближение к народной традиции (в том числе песенной), в повседневной жизни стремление более строго придерживаться библейских заповедей.
- Молокане
- Духоборы.

#### Свидетели Иеговы
Численность свидетелей Иеговы в России по состоянию на 2013 год составляла в среднем 164 187 активных возвещателей. В 2013 году около 4 988 человек в России приняли крещение, став свидетелями Иеговы.
В 2013 году 283 221 человек посетили Вечерю Воспоминания.
20 апреля 2017 года решением Верховного суда Российской Федерации деятельность религиозной организации «Управленческий центр Свидетелей Иеговы в России» и всех его региональных 395 отделений признана экстремистской и запрещена на территории России.

#### Еговисты-ильинцы
Еговисты (Сионская весть) — религиозное движение хилиастического характера, имеющее элементы, как христианства, так и иудаизма, основанное в России в 1840-х годах.

## Ислам
По данным религиоведов (во время последней переписи вопрос о религиозной принадлежности не задавался), в России насчитывается около 21 млн мусульман. По утверждениям Духовного управления мусульман европейской части РФ, мусульман в России проживает около 20 миллионов. Согласно данным ВЦИОМ по итогам всероссийского опроса (2025 год), доля называющих себя последователями ислама (как мировоззрения или религии) составляет 7 % опрошенных.
Среди них большую часть составляют так называемые «этнические» мусульмане, не исполняющие требований мусульманского вероучения, и относящих себя к исламу в связи с традицией или местом проживания. Более сильны общины на Северном Кавказе (исключая христианский регион Северная Осетия).
В большинстве своём мусульмане живут в Волго-Уральском регионе, а также на Северном Кавказе, в Москве, Санкт-Петербурге и Западной Сибири.

### Течения и организации
Российские мусульмане в основном сунниты ханафитского мазхаба. Сунниты шафиитского мазхаба преобладают только в Дагестане, Чечне и Ингушетии. Небольшую долю мусульман России составляют шииты: шиитами-двунадесятниками являются проживающие в России азербайджанцы, а также таты и часть лезгин на юге Дагестана; шииты-исмаилиты представлены только мигрантами памирцами из Таджикистана.
В настоящее время насчитывается более 80 Духовных управлений мусульман (муфтиятов), которые в большинстве случаев подразделяются на кызыяты и мухтасибаты. Большинство этих муфтиятов объединено в четыре крупные централизованные организации: Центральное духовное управление мусульман России (ЦДУМ), Духовное управление мусульман Российской Федерации (ДУМ РФ) / Совет муфтиев России (СМР), Духовное собрание мусульман России (ДСМР) и Координационный центр мусульман Северного Кавказа (КЦМСК). С начала 1990-х годов существуют такие крупные региональные муфтияты, как: Муфтият Республики Дагестан, Духовное управление мусульман Чеченской Республики, Духовное управление мусульман Республики Татарстан и Духовное управление мусульман Республики Башкортостан.
Согласно данным Единого государственного реестра юридических лиц РФ число исламских организаций в Российской Федерации в 2000 году составляло 2362, а к 2020 году выросло до 6433 организаций.

### Ислам в истории России
На ряде земель, входящих сейчас в состав России, ислам существовал в качестве государственной религии, например, в период Золотой Орды (1313—1433). После объединения русских земель Иваном III и его преемниками, часть мусульманских ханств была присоединена к Российскому государству.
Впервые ислам был принят в качестве государственной религии в Волжской Булгарии в 922 году (современные Татарстан, Чувашия, Ульяновская и Самарская области). Конкуренция Волжской Булгарии с Древнерусским государством завершилась в середине XIII века, когда оба государства были завоёваны татаро-монголами. В 1313 году в Улус Джучи (Золотой Орде) ханом Узбеком государственной религией был принят ислам (суннитского толка). Государственная власть ставила князей в подчинение эмирам, баскакам и прочим представителями татарских ханов. Гражданским законом в Улус Джучи служила Великая Яса, авторитет которой восходил к Чингисхану. Важнейшие решения принимались знатью совместно на курултаях. На территории Улус Джучи разрешалось отправление христианской веры, хотя православным митрополиту и духовенству под страхом смерти вменялось в обязанность «молиться Богу за хана, семейство и воинство его».
Преемниками Улус Джучи были Большая Орда (Улуг Улус, 1433—1502 гг.), Ногайская Орда (XIV—XVIII века), а также ряд ханств, часть которых сохранилась на территории России вплоть до конца XVIII века. Например на территории Краснодарского края до 1783 года располагалось часть Крымского ханства.
В 1552 году Иван IV Грозный завоевал Казанское, а в 1556 Астраханское ханства. Постепенно и другие исламские государства были присоединены к Московской Руси и России военным путём.
В XVIII—XIX веках в состав Российской империи были введены Северокавказские территории, населённые преимущественно мусульманами.
Первый Всероссийский съезд мусульман 4 мая 1917 года заявил о необходимости для мусульман защищать Россию во имя борьбы за свободу.

## Буддизм
Коренными народами России традиционно исповедующими буддизм являются буряты, калмыки, тувинцы и часть эвенков (в Бурятии). Буддизм традиционен для трёх республик РФ: Бурятии, Тувы и Калмыкии, а также двух округов: Агинского Бурятского (Забайкальский край) и Усть-Ордынского Бурятского округа (Иркутская область, здесь в наименьшей степени). По сведениям Буддийской Ассоциации России, число людей, исповедующих буддизм, составляет 1,5—2 млн человек. Численность «этнических буддистов» в России в соответствии с данными прошедшей в 2002-м Всероссийской переписи населения составила: буряты — 445 тыс. чел, калмыки — 174 тыс. и тувинцы — 243 тыс. чел; итого — ок. 900 тыс. человек. Эти народы на протяжении долгой истории исповедуют тибетский буддизм школы гелугпа (Буддийская традиционная сангха России и другие объединения).
В послесоветские годы в России представлены многие буддийские направления и школы. Основным выступает тибетский буддизм, кроме гелугпы есть и другие его школы: кагью, ньингма и сакьяпа, а также традиция дзогчен с элементами тибетской религии бон. Также имеют последователей тхеравада, несколько направлений махаяны, в том числе японские дзэн и нитирэн, корейский сон и китайские чань и школа Чистой земли.
Самый северный в мире Санкт-Петербургский буддийский храм (дацан «Гунзэчойнэй») — построенный ещё до революции в Петрограде сейчас является буддийским храмом и культовым центром буддистской культуры.

## Иудаизм
На нынешней территории России иудаизм существовал ещё с античности — евреи известны в Боспорском царстве, в составе которого был Таманский полуостров и прилегающие к нему территории. В Средние века иудаизм исповедовала элита одного из соседних с Киевской Русью мощных государств — Хазарского каганата.
В современной России иудейская религия представлена такими крупными течениями, как: ортодоксальный иудаизм (литваки и хасиды) и реформистский иудаизм (или прогрессивный; первая община которого появилась в СССР в 1989 году), которые объединяются в две наиболее влиятельные организации — Конгресс еврейских религиозных организаций и объединений в России (КЕРООР), куда включены ортодоксальные литваки и реформистские общины, и Федерация еврейских общин России (ФЕОР), действующая под эгидой любавичского хасидизма. Иудаизм официально признан в качестве одной из четырёх традиционных религий России.
По данным Всероссийской переписи населения 2021 года официальная численность этнических евреев в России — 82 644 человека, при этом не все из них исповедуют иудаизм. По данным опроса 2025 года, проведённого ВЦИОМ, верующими иудеями себя считает менее 1 % россиян.

## Индуизм
Индуизм впервые пришёл в Россию в XVI веке, вместе с индийскими купцами. В XVII веке в Астрахани появилось индийское подворье, на территории которого действовал индуистский храм. В 1788 году была впервые переведена Петровым и издана на русском языке «Бхагавадгита» — один из базовых текстов индуистской философии. Индуистские эпосы «Махабхарата» (частью которого является «Бхагавадгита») и «Рамаяна» входили в программу по истории в русских гимназиях и университетах XVIII—XX веков.
Наиболее крупной индуистской религиозной организацией в современной России является Международное общество сознания Кришны (ИСККОН), представляющая традицию гаудия-вайшнавизма. Также имеются последователи других вайшнавских организаций (например, Шри Чайтанья Сарасват Матх, Шри Гопинатх Гаудия Матх и Международное общество чистой бхакти-йоги), шиваитских направлений и неоиндуистских движений и гуру. Многие из них входят в Совет индуистских общин России.
По данным Государственного департамента США на декабрь 2005 года, в России существовало 78 официально зарегистрированных религиозных организаций кришнаитов, 20 официально зарегистрированных центров Брахма Кумарис и несколько центров других индуистских движений. Согласно сайту Совета индуистских общин России, по данным на январь 2019 года в России насчитывалось около 100 официально зарегистрированных индуистских религиозных организаций.

## Этнические религии (язычество)
Отдельные народы России, например, алтайцы, нганасаны и ненцы в своём большинстве продолжают практиковать этнические (традиционные) религии, описываемые религиоведами как анимизм, тотемизм, политеизм и шаманизм. Так, по данным опроса, проведенного в 2008 году Институтом алтаистики, среди верующих алтайцев приверженцами бурханизма (алтайская этническая религия) были 81 %, а шаманизма — 5,3 %.
Коренные жители Севера, Сибири и Дальнего Востока, а также часть европейских финно-угорских народов (марийцы, удмурты и др.), чувашей и осетин наряду с официально исповедуемым православием или буддизмом, в большей или меньшей степени сохраняют элементы традиционных религий, в частности шаманизма (в отдельных сёлах они доминируют). В зависимости от сохранности традиционного элемента их верования можно охарактеризовать как язычество или народное православие/народный буддизм. Термин «народное православие» можно применить и к большинству русских, особенно жителей сельской местности.
В Якутии различные традиционные религии и верования (шаманизм, Аар Айыы, тенгрианство) составляют около 30 % населения (второе место после христианства).

## Неоязычество
Наблюдаются попытки возрождения традиционных верований в форме неоязычества и неошаманизма. Согласно всероссийскому исследованию «Арена» — «Атлас религий и национальностей России», представленному 16 января 2013 года исследовательской службой «Среда» и Фондом «Общественное мнение», язычниками («Исповедую традиционную религию предков, поклоняюсь богам и силам природы») себя назвали 1,5 % россиян. Все полученные религиозные течения обозначают общим термином «неоязычество». Ряд исследователей считает, что неоязычество (родноверие и т. д.) — это псевдоязычество, поскольку эклектические построения городской интеллигенции не имеют ничего общего с реальным язычеством, а городское неоязычество изначально не имеет никакой связи с живой традицией.

## Новые религиозные движения
В настоящее время в России по некоторым оценкам насчитывается около 300 тыс. последователей всех новых религиозных движений. Многие из них считаются принадлежащими к «зонтичному» направлению Нью-эйдж, в рамках которого они обмениваются идеями и концепциями и оказывают друг другу определённую поддержку, в то же время ряд новых религиозных движений относятся к нью-эйдж негативно.
Ряд движений были привнесены в Россию из-за рубежа, это: Антропософия, Всемирное белое братство, Движение Ошо, Новое мышление, Новый Акрополь, Теософское общество, Телема, Церковь саентологии, Церковь Сатаны, Фалуньгун, Церковь объединения и т. д. Другие объединения были основаны в России, например: Белое братство, Звенящие кедры России (анастасиевцы), Ивановцы, Радастея, Рериховское движение, Церковь последнего завета (виссарионовцы), Четвёртый путь.

## Религия и государство

### Клерикализация
Россия, согласно Конституции, является светским государством, в котором никакая религия не может устанавливаться государственной или обязательной. Доминирующей тенденцией, по мнению некоторых исследователей, в современной России является клерикализация страны — постепенная реализация модели с господствующей (некоторые утверждают — государственной) религией. На практике в России нет чёткой демаркационной линии между государством и религией, за которой кончается государственная жизнь и начинается конфессиональная. Член Комиссии РАН по борьбе с лженаукой и фальсификацией научных исследований В. А. Кувакин считает большой исторической ошибкой нынешнего руководства России желание превратить православие в государственную религию, то есть в государственную идеологию, что прямо противоречит Конституции. Социолог Л. Д. Гудков отмечает негативные особенности клерикализации в России.
Существует мнение, что религия проникает практически во все сферы общественной жизни, в том числе и в те области, которые согласно Конституции отделены от религии: государственные органы, школа, армия, наука и образование. Так, Государственная дума договорилась с Московским патриархатом проводить предварительные консультации по всем вопросам, вызывающим сомнения. В российских школах появились учебные предметы «основ религиозных культур», в некоторых государственных вузах существует специальность теология. В штатном расписании российских Вооружённых сил появилась новая должность — военный священник (капеллан). Ряд министерств, ведомств, государственных учреждений имеет свои религиозные храмы, зачастую в этих министерствах и ведомствах существуют общественные советы по освещению религиозной тематики.
В 2012 году в Московском инженерно-физическом институте была создана кафедра теологии. Обучение предполагалось сделать факультативным, и по словам представителей РПЦ, нацелено на «повышение грамотности» физиков, которые, по мнению Андрея Кураева, «балуются оккультными теориями вроде волновой генетики и торсионных полей». По мнению директора Международного института политической экспертизы Евгений Минченко, философские измышления на стыке физике и богословия полезны, но заниматься ими следует не под патронажем государства: «Есть естественнонаучные знания, которые учёные предоставляют в распоряжение общества, и любые общественные группы, в том числе РПЦ, вправе их интерпретировать. Но делать это нужно за пределами государственных учебных заведений и за свои деньги». 15 октября 2012 года Учёным советом МИФИ было принято решение об открытии кафедры, которую возглавил митрополит Волоколамский Иларион (Алфеев).
В 2017 году в Екатеринбурге состоятся судебный процесс над видеоблогером Русланом Соколовским, обвиняемым по нескольким статьям Уголовного кодекса Российской Федерации, включая статью 148 УК РФ за «оскорбление чувств верующих». Изначальным поводом для возбуждения уголовного дела стал видеоролик, в котором блогер «ловил покемонов» в православном храме — играл в Pokémon Go в Храме на Крови в Екатеринбурге. Согласно формулировке приговора, преступными являются, среди прочего, атеистические взгляды: «В видеосюжетах Соколовского присутствует информация, содержащая в себе признаки оскорбления чувств приверженцев христианства и ислама, формируемого через отрицание существования Бога».

### Преподавание религии в светских учебных заведениях
Русская православная церковь предпринимала попытки сделать обязательным во всех государственных школах преподавание закона Божьего. Введение в программу общеобразовательных государственных школ курса «Основы православной культуры» на факультативной основе началось в отдельных регионах страны в конце 1990-х годов. В 2002 году Министерство образования опубликовало обращённое к региональным отделам образования письмо, содержащее рекомендации о том, как вводить в школьное образование новый факультативный предмет «Основы православной культуры». С 2006 года курс стал обязательным в четырёх областях: Белгородской, Калужской, Брянской и Смоленской. С 2007 года к ним планировалось добавить ещё несколько регионов. Опыт введения курса в Белгородской области подвергался критике и поддержке. Сторонники предмета и представители Русской православной церкви утверждали, что «Основы православной культуры» — курс культурологический, не ставящий своей целью приобщить учеников к религиозной жизни. Они подчёркивали, что знакомство с православной культурой может быть полезно и представителям других вероисповеданий. Противники курса указывали, что в соответствии с законом «О свободе совести и о религиозных объединениях» государство должно обеспечивать светский характер образования, что по Конституции все религии равны перед законом и ни одна из них не может устанавливаться в качестве государственной, а также что обязательное изучение подобного предмета нарушает права школьников, принадлежащих к другим вероисповеданиям, и атеистов.
С 1 апреля 2010 года Министерство образования и науки Российской Федерации включило в школьную программу предмет «Основы религиозных культур и светской этики» в качестве федерального компонента сначала экспериментально в 19 регионах России, а при успешном течении эксперимента — во всех регионах с 2012 года. Предмет включает 6 модулей, из которых ученики по своему выбору или выбору их родителей (законных представителей) могут выбрать один для изучения:
- «Основы православной культуры»
- «Основы исламской культуры»
- «Основы буддийской культуры»
- «Основы иудейской культуры»
- «Основы мировых религиозных культур»
- «Основы светской этики»

Экспертами был сделан вывод о недопустимости использования в российских школах учебников по модулям основ религиозных культур, выпущенных в 2010 году. По мнению этих экспертов, учебники содержат многочисленные признаки грубого нарушения Конституции РФ, агрессивно навязывают ученикам определённую религиозную идеологию, открыто враждебную светскому государству. Учебники несостоятельны в научном плане, в них не определено понятие «религиозная культура» и вместо неё вводится плоско поданная религиозная доктрина, приводящая к подмене культуры вероучением. Какого-либо научного обсуждения этих учебников и не предполагалось, процесс создания учебника в части модулей основ религиозных культур был спланирован так, чтобы полностью передать его конфессиям, отстранив от участия учёных.
В 2022 году Министерством науки и высшего образования Российской Федерации был разработан обязательный общеобразовательный курс для российских высших учебных заведений «История религий России». Авторы программы её целью заявляют получение студентами знаний, умений и навыков, необходимых для понимания исторических основ становления и развития, а также современного состояния религиозных традиций в России, их вероучительных, культовых, культурных, ценностных и правовых характеристик, релевантных традиционным духовно-нравственным ценностям Российской Федерации, государственно-религиозных отношений в стране.
В 2023—2024 учебном году апробация новой дисциплины была запущена в 28 университетах России. Эксперимент был признан успешным, поэтому в следующем учебном сезоне 2024—2025 года, в соответствии с решением Минобрнауки, новый курс был запущен в большинстве российских вузов, прежде всего — на социо-гуманитарных направлениях подготовки, а на «непрофильных» специальностях предусматривалась его интеграция в виде отдельного образовательного модуля. В учебных заведениях, в которых имелись программы обучения на иностранных языках, также был введен адаптированный англоязычный вариант дисциплины — «History of Religions in Russia».

### Дискуссия вокруг письма академиков
В августе 2007 года резонанс в обществе и СМИ вызвало так называемое «письмо академиков». Десять академиков РАН, в том числе два Нобелевских лауреата В. Л. Гинзбург и Ж. И. Алфёров, обратились с открытым письмом к президенту страны, в котором выразили серьёзное беспокойство в связи с возрастающей клерикализацией российского общества и активным проникновением церкви во все сферы общественной жизни, в том числе в систему государственного образования. В письме выражалось опасение, что в школах вместо культурологического предмета о религиях пытаются ввести обязательное преподавание вероучения, что внесение специальности «теология» в перечень научных специальностей Высшей аттестационной комиссии будет противоречить Конституции России. Письмо было поддержано многими общественными деятелями, в том числе членом Общественной палаты В. Л. Глазычевым. Письмо и его поддержка членами Общественной палаты вызвало резкую реакцию представителей РПЦ, в частности, протоиерея В. Чаплина и главы пресс-службы РПЦ МП В. Вигилянского. Письмо послужило информационным поводом для широкого обсуждения вопросов, связанных со взаимоотношениями церкви и общества.

### Религиозные объединения в местах лишения свободы
Для окормления лиц, содержащихся в местах лишения свободы (в России их около 550 тыс. по состоянию на 2019 год), в учреждениях ФСИН создана развитая структура культовых зданий и молитвенных комнат для верующих всех конфессий. Согласно данным ФСИН в России по состоянию на 1 января 2011 года в системе ФСИН действовали по официальным данным:
- 471 православный храм и 466 молитвенных комнат для православных;
- 40 мечетей и 115 мусульманских молитвенных комнат;
- 9 буддистских дуганов и 6 молитвенных комнат для буддистов;
- 3 католических храма и 2 католические молитвенные комнаты;
- 64 баптистские молитвенные комнаты;
- 49 пятидесятнических молитвенных комнат;
- 1 иудейская молитвенная комната;
- 2 молитвенные комнаты для верующих иных исповеданий.

Из этих данных видно, что большинство культовых зданий и молитвенных комнат в системе ФСИН в 2011 году было у православных.

### Креационизм
В августе 2014 года мэр Казани Ильсур Метшин выразил удивление по поводу существования в настоящее время школ, в которых преподают «теорию Дарвина». Он добавил, что намерен поднять на федеральном уровне вопрос об исключении эволюционной теории из школьной программы.
19 сентября 2024 года на заседании Всероссийского родительского комитета помощник председателя правительства России Муслим Хучиев предложил министру просвещения Сергею Кравцову запретить в школах изучение теории Дарвина. Хучиев заявил, что теория Дарвина является «ошибочной», «идёт вразрез религии» и является «первым шагом в духовном разложении детей». Председатель Патриаршей комиссии РПЦ по вопросам семьи, защиты материнства и детства иерей Федор Лукьянов также заявил о необходимости исключить из школьных учебников теорию Дарвина как «вводящую [детей] в заблуждение». Иерей утверждает, что «теория эволюции изначально безнравственна, так как предполагает сиротство рода человеческого, отсутствие Создателя». По его словам, теорию эволюции насаждают англосаксонские колонизаторы, чтобы привить покоряемым ими народам комплекс неполноценности. Его поддержал предприниматель, основатель православного консервативного телеканала Царьград ТВ Константин Малофеев: «До чего доводит подобное образование, мы можем судить по отошедшему от Бога осатанелому Западу». В качестве положительного примера им была приведена гимназия Святителя Василия Великого, где биология преподаётся по учебнику Сергея Вертьянова, который, по его словам, «полностью соответствует образовательным стандартам». Против этих предложений выступил ряд деятелей, в том числе член комитета Госдумы по просвещению Анатолий Вассерман. Данные заявления о запрете преподавания теории эволюции были подробно разобраны, а обосновывающие их тезисы были подвергнуты критике как ошибочные биологом С. В. Дробышевским и популяризатором науки А. Б. Соколовым. Среди прочего отмечалось, что, вопреки Малофееву, по словам которого эволюционная теория дарвинизма устарела в середине XX века, именно в этот период теория Дарвина получила массу подтверждений из сфер генетики, палеоантропологии, включая как появление большого количества находок, так и развитие методов датирования, нейробиологии, этологии и, будучи соединённой с наработками генетики, стала основой современной версии дарвинизма — синтетической теории эволюции. 1 октября 2024 года Комиссия РАН по борьбе с лженаукой опубликовала специальное заявление, в котором подвергла требование Хучиева резкой критике, в частности, отметив, что в случае его реализации пострадает в первую очередь будущее российских образования и науки.

## Межрелигиозные отношения
В 1998 году создан Межрелигиозный совет России (МСР), который объединяет духовных лидеров и представителей четырёх традиционных конфессий России: православия, ислама, иудаизма и буддизма. Межрелигиозные отношения в России осложняются вооружёнными конфликтами на Северном Кавказе. Существующие в России межнациональные противоречия между славянами и представителями народов, традиционно исповедующих ислам (чеченцы, азербайджанцы,…), осложняются межрелигиозными противоречиями. 11 марта 2006 года Совет муфтиев России выступил против введения в Вооружённых силах РФ института штатных полковых священников и введения предмета «Основы православной культуры» в программу средних школ страны. Ряд муфтиев выразил несогласие с такими высказываниями, отметив, что они подрывают основы межрелигиозного диалога.

## Ликвидация и запрет деятельности религиозных организаций в постсоветской России
В 1996 году в России возбуждено 11 уголовных дел по статье 239 УК РФ «Организация объединения, посягающего на личность и права граждан», в 1997 и 1998 годах — 2 и 5 дел соответственно.
С 2002 года правовое положение религиозных организаций регулируется Федеральным законом «О свободе совести и о религиозных объединениях» № 125-ФЗ. Согласно статье 14 этого Закона, религиозная организация может быть ликвидирована и её деятельность запрещена в судебном порядке. Основанием для этого является, в частности, экстремистская деятельность (экстремизм) религиозной организации в определении статьи 1 Федерального закона «О противодействии экстремистской деятельности» от 25.07.2002 года № 114-ФЗ.
По сведениям Министерства юстиции России, в течение 2003 года за грубое нарушение норм Конституции Российской Федерации и федерального законодательства была ликвидирована 31 местная религиозная организация. Неоднократные нарушения конституционных норм и законодательства были выявлены у 1 централизованной и 8 местных религиозных организаций, которые также были ликвидированы. Кроме того, за систематическое осуществление деятельности, противоречащей уставным целям, решениями судов были ликвидированы 1 централизованная и 12 местных религиозных организаций. Всего за 2003 год решениями судебных органов было ликвидировано 225 религиозных организаций, в том числе относящихся к РПЦ — 71, исламу — 42, евангелизму — 14, баптизму — 13, пятидесятничеству — 12, буддизму — 11.
К настоящему времени на основании Федерального закона «О противодействии экстремистской деятельности» вступили в законную силу решения судов о ликвидации или запрете деятельности 9 религиозных организаций. В частности, такие решения приняты в 2004 году по отношению к 3 религиозным организациям Древнерусской инглиистической церкви православных староверов-инглингов, в 2009 году — по отношению к 1 местной религиозной организации свидетелей Иеговы «Таганрог» (по состоянию на 1 января 2008 года в России зарегистрировано 398 местных организаций свидетелей Иеговы). Религиозные организации, деятельность которых приостановлена в связи с осуществлением ими экстремистской деятельности, в настоящее время отсутствуют.
Перечень религиозных организаций, в отношении которых судом принято вступившее в законную силу решение о ликвидации или запрете деятельности по основаниям, предусмотренным законодательством Российской Федерации, а также перечень религиозных организаций, деятельность которых приостановлена в связи с осуществлением ими экстремистской деятельности, — ведёт и публикует Министерство юстиции Российской Федерации.
На начало 2010 года в России зарегистрировано 23 494 религиозные организации.
В январе 2007 году Европейский суд по правам человека в Страсбурге удовлетворил жалобу 103 свидетелей Иеговы из Челябинска, которые жаловались на то, что их собрание, преследующее цели богослужения, было незаконно прервано, обязав Россию выплатить заявителям 30 тысяч евро в качестве возмещения морального ущерба и 60 544 евро в качестве компенсации судебных издержек.
20 апреля 2017 года решением Верховного суда Российской Федерации деятельность религиозной организации «Управленческий центр Свидетелей Иеговы в России» и всех его региональных 395 отделений признана экстремистской и запрещена на территории России.